# La Ferrière (Berne)
Pour les articles homonymes, voir La Ferrière.
La Ferrière [la feʀiɛʀ] est une commune suisse du canton de Berne, située dans l'arrondissement administratif du Jura bernois.

## Géographie
La Ferrière se trouve au sud-ouest du plateau des Franches-Montagnes, à 4 km au nord-ouest de Renan et à 9 km au nord-est de La Chaux-de-Fonds. Elle est limitrophe du canton de Neuchâtel.
Le point le plus bas se trouve à Biaufond, au bord du Doubs, à 609 mètres d’altitude. Le point le plus élevé se trouve sur la Montagne du Droit, à 1 150 mètres d’altitude.
Le hameau de La Basse-Ferrière, ainsi que la partie occidentale de La Chaux-d’Abel et la partie orientale de La Cibourg font également partie de la commune de la Ferrière.

## Histoire
Fondé en 1590 par des habitants venus du Val-de-Ruz, ce lieu a longtemps été désigne comme étant la montagne de Saint-Imier.
Le village a été incendié en 1639 par les troupes suédoises lors de la Guerre de Trente Ans.
De 1797 à 1815, La Ferrière a appartenu à la France, dans le département du Mont-Terrible, puis dans celui du Haut-Rhin. À la suite d'une décision du Congrès de Vienne, en 1815, la commune a été attribuée au canton de Berne, comme toutes celles du District de Courtelary.

## Toponymie
Le nom de la commune, qui se prononce [la feʀiɛʀ], dérive du latin ferrārĭa et désigne une forge.
Ce n'est que sous l'occupation française en 1797 que la commune acquiert officiellement cette dénomination : le village semble auparavant avoir été connu sous la nom de Communauté des Montagnes du Haut-Erguel.
La première occurrence écrite du toponyme date de 1663, sous la forme de Ferrière.

## Population et société

### Gentilé
Les habitants de la commune se nomment les Ferriérois.

### Démographie

#### Évolution de la population
La commune compte 532 habitants au 31 décembre 2023 pour une densité de population de 38 hab/km2. Sur la période 2010-2019, sa population a diminué de −3,1 % (canton : 6,1 % ; Suisse : 9,4 %).  

#### Pyramide des âges
En 2023, le taux de personnes de moins de 30 ans s'élève à 30,8 %, au-dessus de la valeur cantonale (29,9 %). Le taux de personnes de plus de 60 ans est quant à lui de 27,1 %, alors qu'il est de 28,9 % au niveau cantonal.
La même année, la commune compte 263 hommes pour 269 femmes, soit un taux de 49,4 % d'hommes, supérieur à celui du canton (49,1 %).
| Hommes | Classe d’âge | Femmes |
| ------ | ------------ | ------ |
| 0,4    | 90 ans ou +  | 0,4    |
| 6,5    | 75 à 89 ans  | 7,8    |
| 21,3   | 60 à 74 ans  | 17,8   |
| 22,4   | 45 à 59 ans  | 21,6   |
| 20,2   | 30 à 44 ans  | 20,1   |
| 15,6   | 15 à 29 ans  | 14,1   |
| 13,7   | - de 14 ans  | 18,2   |

| Hommes | Classe d’âge | Femmes |
| ------ | ------------ | ------ |
| 0,7    | 90 ans ou +  | 1,6    |
| 8,8    | 75 à 89 ans  | 11,0   |
| 17,6   | 60 à 74 ans  | 18,1   |
| 21,0   | 45 à 59 ans  | 20,4   |
| 20,9   | 30 à 44 ans  | 20,2   |
| 15,9   | 15 à 29 ans  | 14,9   |
| 15,1   | - de 14 ans  | 13,8   |

## Économie
L’activité économique de La Ferrière se limite à l’agriculture et à l’artisanat. La majorité des pendulaires travaille à La Chaux-de-Fonds et dans les communes environnantes.

## Transports
- Ligne La Chaux-de-Fonds – Le Noirmont – Glovelier des Chemins de fer du Jura.
- Ligne Noctambus Saingelégier - La Ferrière - La Chaux-de-Fonds (week-end uniquement)

## Personnalités
- Henri Devain, poète et écrivain[8]
- Abraham Gagnebin, naturaliste
- Daniel Gagnebin, médecin[9]

## Sports
- Pistes de ski de fond

## Curiosités
- Ancienne maison Gagnebin dans laquelle Jean-Jacques Rousseau rendit visite au naturaliste Abraham Gagnebin en 1765.